# Ізатізон
Ізатізон — антивірусний, протипухлинний, антимікробний та імунокорегуючий препарат широкої дії.. Для лікування людей в офіційній медицині не застосовується. Не є зареєстрованним, клінічно доведеним лікарським засобом. Розроблений в Україні у 1973 році Анатолієм Потопальським разом із Л. В. Лозюк. До складу препарату входять метисазон (марборан), диметилсульфоксид та поліетиленгліколь.

## Історія
Розроблений в Україні у 1973 році Анатолієм Потопальським разом із Л. В. Лозюк.
У 1985 р. Потопальський був нагороджений срібною медаллю за препарат «Ізатізон» на Міжнародній виставці досягнень СРСР у сільському господарстві (Будапешт, Угорщина), у 1987—1990 рр. — срібними медалями на всесоюзній і республіканських виставках досягнень народного господарства за препарат «Ізатізон» і технологію боротьби з агробактеріальним раком рослин.
У 1993 році препарат був запатентований в Україні (Патент України № 1786 — 29.10.93 (25.10.95. Бюл. № 3)).
У 1992—1994 pp. співробітники лабораторії, якою керує Анатолій Іванович, працювали за програмою Національного комітету боротьби із захворюванням на СНІД при Президенті України. Було доведено високий антивірусний та імуномоделюючий ефект ізатізону.
Ізатізон використовували у 1998—2005 рр. в Україні для лікування гострих і хронічних тонзилітів, гайморитів, синуситів, бронхітів, грипу, гострих респіраторно-вірусних захворювань, стоматитів, невритів, невралгії, артритів, травм і опіків шкіри, вульвовагінітів, ерозії шийки матки, запальних процесів геніталій. Із 316 хворих позитивні зміни відбулися у 315. Вік хворих складав від 1,5 до 67 років.
На VIII Всеукраїнському фестивалі науки у 2014 «Амітозин» та «Ізатізон» були представлені як інноваційні розробки, готові до впровадження у виробництво.

## Покази до застосування
Ізатізон має дозвіл на використання у ветеринарії та сільському господарстві, в медицині для лікування людей застосовується з певними обмеженнями. Препарат не сертифікований. У державному реєстрі лікарських засобів України, даний препарат відсутній.  [Архівовано 17 травня 2020 у Wayback Machine.]
Ізатізон застосовують при:
- масових інфекційних вірусних захворюваннях (грип, СНІД, епідемічний енцефаліт та ін.);
- вірусних гепатитах А, В, С;
- гострих захворюваннях верхніх дихальних шляхів (риніти, ларинготрахеїти, бронхіти, бронхопневмонії, гострі респіраторні інфекції — ГРВІ);
- туберкульозi легень, кісток, статевих органів;
- хворобах ротової порожнини (глосити, гінгівіти, стоматити, пародонтити, періодонтоз);
- хворобах шкіри, залоз i слизових (герпес шкіри, i слизових, в тому числі статевих органів, оперізуючий лишай, опіки, бешиха, гнійні рани і трофічні виразки, абсцеси, фурункули, карбункули, мастити, лімфаденіти, псоріаз, грибкові ураження);
- урологічних і гінекологічних захворюваннях (нефрити, ендометрити, сальпінгіти, трихомоніаз, хламідіоз, ерозії, гострокінцеві кондиломи, простатит, аденома простати);
- захворюваннях порожнин (перитоніт, плеврити, цистити, ендометрити), суглобів (травми, синовіїти, артрити, в тому числі i вірусний неспецифічний інфекційний поліартрит та псоріатичний артрит);
- ураженнях мозку (менінгіти, енцефаліти, дитячий церебральний параліч, розсіяний склероз);
- передпухлинних i пухлинних захворюваннях (бородавки, папіломи, меланобластоми та ін.);
- невритах i невралгіях, мієзитах;
- алергічних захворюваннях шкіри (екзема, кропивниця i т.iн);
- хворобах ЛОР-органів (отитах, мастоїдітах, ангінах, фарингітах, папіломах гортані, поліпах носа);
- геморої.

### Лікування тварин
Препарат використовується для лікування тварин, риб та птиці.

### Лікування бджіл, шовкопрядів та інших комах
Ізатізоном ефективно лікують бджіл, шовкопрядів та інших комах.
Для лікування бджіл препарат розводять у воді 1:50. Використовують згодовуючи із сиропом, оприскуванням вулику або поєднуючи два методи.

### Лікування рослин
Препарат використовується для лікування рослин.

## Заяви про можливий вплив на коронавірус
У квітні 2020 року Анатолій Потопальський повідомив, що препарат є ефективним проти коронавірусу. За даними лабораторії експериментальної хіміотерапії вірусних інфекцій ДУ «Інститут епідеміології та інфекційних хвороб імені Л. В. Громашевського НАМН України» препарат ізатізон на моделі коронавірусу виявився ефективним препаратом. За словами дослідників, він ефективно інгібує репродукцію коронавірусу в експерименті з індексом селекційності 32,25. Це в 15-20 разів вище, ніж встановлений критерій для перспективних противірусних препаратів.
Також було встановлено американськими дослідниками, що в in silico моделюванні методом молекулярного докінгу, метисазон (основний компонент Ізатізону) показав один з найкращих результатів (із 61 препарату) як потенційний засіб у лікуванні COVID-19.

## Форми випуску

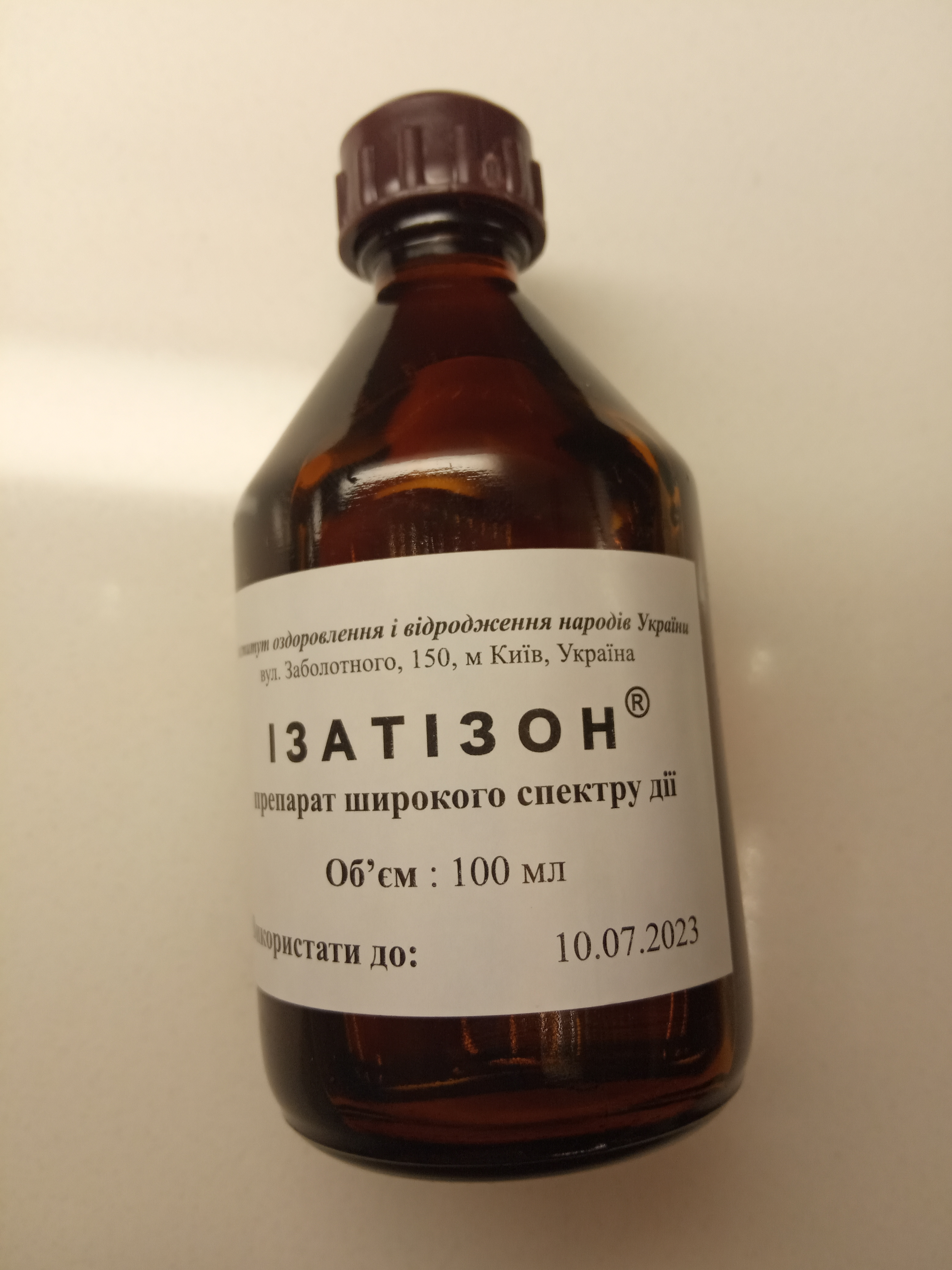
Флакон 100 мл
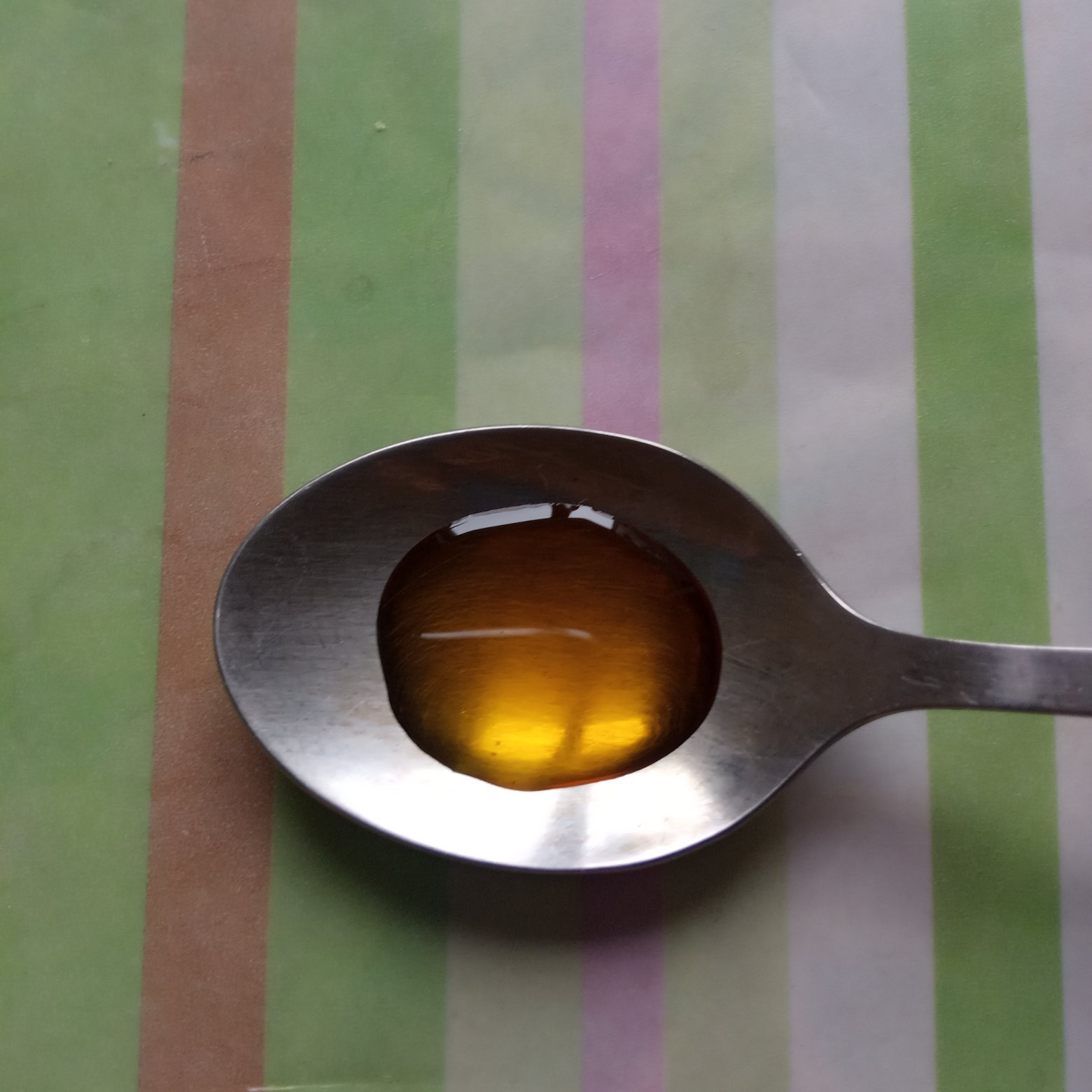
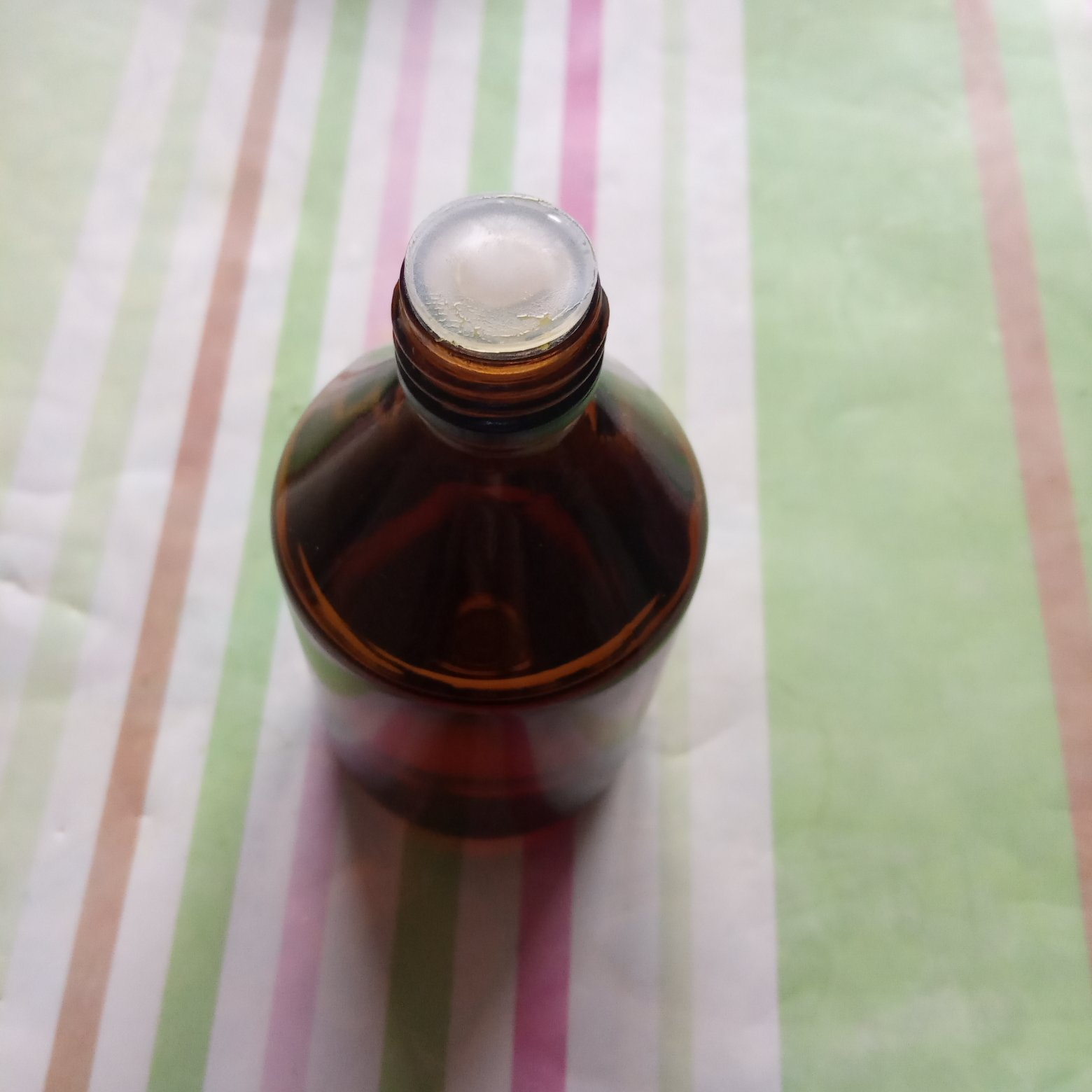

Ізатізон випускається у вигляді рідини у флаконах по 10 мл, 50 мл та 100 мл. Також випускається у вигляді свічок та аерозолей.